# カフェ・ソサエティ
『カフェ・ソサエティ』（原題：Café Society）は、2016年のアメリカ合衆国のロマンティック・コメディ映画。監督・脚本はウディ・アレン、主演はジェシー・アイゼンバーグが務める。
2016年5月11日から開催された第69回カンヌ国際映画祭のオープニング作品として上映された。

## ストーリー
1930年代のハリウッドは芸能人から政治家・ギャングまでありとあらゆる人間が出入りしていた。そんな世界に一人の野心ある青年が飛び込んでいった。彼の名前はボビー・ドーフマン。ボビーは業界の有力者でもある叔父のもとで働き始めたばかりであった。彼の恋愛を通してハリウッドの虚実が浮き彫りになっていく。

## キャスト
- ボビー・ドーフマン - ジェシー・アイゼンバーグ
- ヴォニー - クリステン・スチュワート
- ヴェロニカ - ブレイク・ライヴリー
- フィル - スティーヴ・カレル
- ローズ - ジーニー・バーリン
- ラッド - パーカー・ポージー
- ベン - コリー・ストール
- マーティ - ケン・ストット
- キャンディー - アンナ・キャンプ
- スティーヴ - ポール・シュナイダー
- ヴィトー - トニー・シリコ
- レナード - スティーヴン・クンケン（英語版）
- イヴリン・ドーフマン - サリ・レニック（英語版）
- ウォルト - マックス・アドラー
- ソル - ドン・スターク（英語版）
- マイク - グレッグ・ビンクレイ（英語版）

## 製作
2015年3月9日、ウディ・アレンの新作映画にジェシー・アイゼンバーグ、クリステン・スチュワート、ブルース・ウィリスが出演すると報じられた。5月にはブレイク・ライヴリーの出演が決まった。7月にはパーカー・ポージーの出演が確定した。8月までにジーニー・バーリン、コリー・ストール、アンナ・キャンプ、サリ・レニック、ケン・ストット、スティーヴン・クンケン、ポール・シュナイダー、トニー・シリコ、マックス・アドラーの出演が決まった。24日、ブルース・ウィリスがスティーヴン・キングの小説『ミザリー』を原作とした劇に出演するために本作を降板した。ウィリスの代役にはスティーヴ・カレルが選ばれた。2016年3月、本作のタイトルが『Café Society』に決定した。
2015年8月17日、本作の主要撮影がロサンゼルスを中心に始まった。9月8日にはニューヨークに移って撮影が続けられた。
なお、ウディ・アレンは本作の撮影でデジタル式映画撮影を初めて採用し、ソニー製のCineAltaF65を使用した。
当初1800万ドルの予算で製作が始まったが、最終的に3000万ドルに到達した。結果として、ウディ・アレン監督作品の中で製作費が最も高額な作品となった。

## 公開
2016年2月、アマゾン・スタジオズが本作の配給権を購入した。3月、本作が第69回カンヌ国際映画祭のオープニング作品に選出された。5月19日にはシアトル国際映画祭のオープニング作品として上映される予定である。ライオンズゲートがアマゾン・スタジオズと共同で配給を担当し、本作を2016年8月12日に公開する予定であるとの報道があった。後に、2016年7月15日に限定公開を開始し、22日から公開規模を拡大していくと変更された。

## 興行収入
2016年7月15日、本作は全米5館で限定公開され、公開初週末に35万9289ドル（1館当たり7万1858ドル）を稼ぎ出し、週末興行収入ランキング初登場18位となった。7月29日、本作は全米631館にまで拡大公開され、週末に160万ドルを稼ぎ出し、週末興行収入ランキング12位となった。

## 評価
本作は批評家から好意的に評価されている。映画批評集積サイトのRotten Tomatoesには240件のレビューがあり、批評家支持率は70%、平均点は10点満点で6.1点となっている。サイト側による批評家の見解の要約は「『カフェ・ソサエティ』の愛らしいビジュアルと魅力的な演技は、晩年のアレンの軽快なコメディ作品の集大成である。物語の展開は予測通りだが、その欠点はそれ自体好ましいものですらあり、圧倒的な面白さで補われるものでもある。」となっている。また、Metacriticには37件のレビューがあり、加重平均値は64/100となっている。
『バラエティ』のオーウェン・グレイバーマンは本作の評価できる点と批判すべき点を挙げつつ、「『カフェ・ソサエティ』を見た者はこの作品がウディ・アレンの最高傑作でなされたような演出、つまり、アレンが自分自身を緊張感のある場所に追い込むことでなされる演出によってつくられたかのように思える。」と結論付けている。

### 受賞
| 年   | 映画賞                      | 賞           | 対象 | 結果       | 出典   |
| ---- | --------------------------- | ------------ | ---- | ---------- | ------ |
| 2017 | 第21回美術監督組合（ADC賞） | 時代映画部門 |      | ノミネート | [ 28 ] |